# Montcel (Sabaudia)
Montcel – miejscowość i gmina we Francji, w regionie Owernia-Rodan-Alpy, w departamencie Sabaudia.
Według danych na rok 1990 gminę zamieszkiwało 568 osób, a gęstość zaludnienia wynosiła 37 osób/km² (wśród 2880 gmin regionu Rodan-Alpy Montcel plasuje się na 1085. miejscu pod względem liczby ludności, natomiast pod względem powierzchni na miejscu 750.).